# 朱成林
朱成林（1945年1月—），安徽宣州人。中国共产党党员。安徽财贸学院（现安徽财经大学）财政金融专业毕业，大学学历。历任中共安徽省宣城地委委员、秘书长、组织部部长、行署副专员，省供销社副主任，省审计局（厅）局长（厅长），六安地委书记，省委组织部常务副部长、部长等职。2001年10月获任中共安徽省委常委，2005年1月当选为安徽省人大常委会副主任。